# Pterygoneurum squamosum
Pterygoneurum squamosum är en bladmossart som beskrevs av Segarra och Kürschner in Segarra et al. 1998. Pterygoneurum squamosum ingår i släktet Pterygoneurum och familjen Pottiaceae. Inga underarter finns listade i Catalogue of Life.